# Liu Yukun
Liu Yukun (Xi'an, 4 dicembre 1997) è un tiratore a volo cinese, specializzato nella carabina, campione olimpico nella carabina 50 metri 3 posizioni a Parigi 2024.

## Palmarès
- Giochi olimpici

Parigi 2024: oro nella carabina 50 metri 3 posizioni.
- Campionati asiatici di tiro

Doha 2019: oro nella carabina 10 metri e nella carabina 10 metri a squadre.